# Trachipteridae
Famille
Les Trachipteridae forment une famille de poissons abyssaux de l'ordre des Lampridiformes.

## Listes des genres
Selon World Register of Marine Species (15 août 2010) et ITIS (15 août 2010) :
- genre Desmodema Walters & Fitch, 1960
- genre Trachipterus Goüan, 1770
- genre Zu Walters & Fitch, 1960